# Ion Algiu
Ion Algiu (n. 10 noiembrie 1834, București – d. 1904, București) a fost un general român care a luptat în Războiul de Independență.

## Viața
Îmbrățișează cariera armelor intrând în Școala militară de ofițeri din București la 7 aprilie 1854, împreună cu viitorul general Nicolae Dona. Sublocotenent în 1856, locotenent în 1858, în Regimentul 3 infanterie de linie, căpitan la 6 iunie 1962, în Regimentul 5 infanterie de linie și maior la 22 mai 1864. Activează ca ofițer de stat-major.
Trecut în neactivitate în 1866, este rechemat în cadrele armatei în 1873, iar în 27 martie 1874 este avansat la gradul de locotenent-colonel. Participă la campania independenței din 1877-1878 în calitate de șef de stat major al diviziei comandate de Mihail Cerchez. Ia parte la pregătirea acțiunilor Diviziei de rezervă (ulterior Divizia 2 activă) pe frontul de la Plevna și pe cel de la Vidin.
La 28 noiembrie Batalionul 1 din Regimentul 6 infanterie de linie (subunitate aflată sub comanda sa) intră în Plevna. Ion Algiu este numit primul comandant al garnizoanei orașului Plevna.
Pentru meritele deosebite în organizarea și conducerea trupelor, la 1 Decembrie este avansat colonel. Este decorat cu Steaua României în grad de ofițer, Virtutea Militară de aur, Trecerea Dunării, ordinele ruse Sf. Ana și Sf. Stanislas. Urcă pe treptele ierarhiei militare până la gradul de general de brigadă.